# Поседар'є
Поседар'є (хорв. Posedarje) — населений пункт і громада в Задарській жупанії Хорватії.

## Населення
Населення громади за даними перепису 2011 року становило 3 607 осіб, 1 з яких назвала рідною українську мову. Населення самого поселення становило 1 358 осіб.
Динаміка чисельності населення громади:
Динаміка чисельності населення центру громади:

## Населені пункти
Крім поселення Поседар'є, до громади також входять: 
- Гргуриці
- Іслам-Латинський
- Подградина
- Сливниця
- Винєраць
- Ждрило

## Клімат
Середня річна температура становить 13,99 °C, середня максимальна – 27,36 °C, а середня мінімальна – 1,74 °C. Середня річна кількість опадів – 939 мм.
| Клімат поселення                              | Клімат поселення | Клімат поселення | Клімат поселення | Клімат поселення | Клімат поселення | Клімат поселення | Клімат поселення | Клімат поселення | Клімат поселення | Клімат поселення | Клімат поселення | Клімат поселення | Клімат поселення |
| Показник                                      | Січ.             | Лют.             | Бер.             | Квіт.            | Трав.            | Черв.            | Лип.             | Серп.            | Вер.             | Жовт.            | Лист.            | Груд.            |                  |
| Середній максимум, °C                         | 9,30             | 9,97             | 12,76            | 15,88            | 20,58            | 24,36            | 27,36            | 26,91            | 23,00            | 18,51            | 13,09            | 10,24            |                  |
| Середня температура, °C                       | 5,53             | 6,18             | 8,98             | 12,09            | 16,81            | 20,58            | 23,79            | 23,34            | 19,44            | 14,95            | 9,52             | 6,69             |                  |
| Середній мінімум, °C                          | 1,74             | 2,41             | 5,20             | 8,32             | 13,01            | 16,80            | 20,23            | 19,78            | 15,88            | 11,38            | 5,97             | 3,12             |                  |
| Норма опадів, мм                              | 76               | 68               | 73               | 77               | 72               | 62               | 39               | 55               | 101              | 109              | 111              | 96               |                  |
| Середньомісячна швидкість вітру, м/с          | 2.90             | 3.00             | 3.17             | 3.01             | 2.63             | 2.43             | 2.46             | 2.37             | 2.57             | 2.72             | 3.25             | 3.17             |                  |
| Середньомісячна сонячна радіація, кДж/м²·день | 4961             | 7639             | 11217            | 16032            | 20149            | 22312            | 24080            | 20997            | 15408            | 9757             | 5355             | 4214             |                  |
| --------------------------------------------- | ---------------- | ---------------- | ---------------- | ---------------- | ---------------- | ---------------- | ---------------- | ---------------- | ---------------- | ---------------- | ---------------- | ---------------- | ---------------- |
| Джерело:                                      |                  |                  |                  |                  |                  |                  |                  |                  |                  |                  |                  |                  |                  |